# Sociedad Artístico Musical de Castellnovo
La Sociedad Artístico Musical de Castellnovo es una asociación sin ánimo de lucro cuya finalidad es el mantenimiento de una Banda de Música. Esta institución lúdico-educativa, constituye uno de los focos culturales más importantes de su localidad y ha mantenido una trayectoria similar al resto de las sociedades musicales de la Comunidad Valenciana.

## Historia
Los orígenes y formación de la Sociedad se remontan al año 1914, como consecuencia de la unión de un grupo de aficionados, los cuales, en aquellos años difíciles con gran ilusión y escasos medios, adquirieron el dinero suficiente para la compra de instrumentos y demás gastos para la creación de la banda de música.
	Durante estos primeros años de andadura la sociedad fue dirigida por D. Julio Sabater, D. Emilio López Orduña, D. José Font Catalá y D. José Sánchez Sánchez. Una vez consolidada, la Sociedad tomo conciencia de la falta de una escuela de educandos y una persona que llevara a término la organización y dirección de toda la entidad. Así, pues, fueron directores de la Sociedad D. José Sánchez Molés, D. José Morro Pérez, D. José Castelló Tarín, D. Lorenzo Mendoza Ruiz y D. Ricardo Baixauli Ferrer. En octubre de 2001 se hace cargo de la dirección el director D. Miguel Ángel Martínez Montés sucediéndole en el cargo el actual director en enero de 2007 D. Ricardo Bolos Pérez.
	Dentro del apartado artístico, la Sociedad ha participado en innumerables conciertos, festivales y certámenes destacando entre algunos de los premios obtenidos:
-	Certamen Internacional de Bandas “Ciudad de Valencia”, celebrado en Valencia en 1994, donde se obtuvo el primer premio de la sección tercera.
-	Certamen de Bandas de la Diputación de Castellón, celebrado en Benicarló en 1997, donde se obtuvo el tercer premio de la sección tercera.
-	Certamen Internacional de Bandas “Ciudad de Valencia”, celebrado en Valencia en 1997, donde se obtuvo el tercer premio de la sección tercera.
-	Certamen de Bandas de la Diputación de Castellón, celebrado en Castellón en 2000, donde se obtuvo el tercer premio de la sección tercera.
-	Certamen de Bandas de la Diputación de Castellón, celebrado en Castellón en 2002, donde se obtuvo el segundo premio de la sección tercera.
-	Certamen de Bandas de la Diputación de Castellón, celebrado en Segorbe en 2005, donde se obtuvo el segundo premio de la sección tercera.
El 18 de abril de 2009 recibió el 1.er Premio de la Tercera Sección del III Certamen Internacional de Bandas de Música Vila de la Senia, organizado por la Agrupación Musical Senienca. La Sociedad Artístico Musical, interpretó además de la obra obligada “Divertimento for Band” de Vicent Persichetti, la obra libre “The Divine Comedy” de Robert Smith, obtenido el primer premio con 289,5 puntos. La banda recibió 3.000 € y un trofeo del Excm. Ajuntament de la Sénia. Además actuará en el ciclo de conciertos que organiza la Fundació Caixa Tarragona en el auditorio de la ciudad en noviembre del 2009. Los músicos estaban tan contentos que al llegar al pueblo dieron un concierto por las calles del pueblo para dar cuenta de su triunfo a todos los vecinos que no pudieron oirlos tocar.
Durante el año 2004 celebró su 90 aniversario destacando entre otros el concierto de clausura en el que se contó con directores invitados de reconocido prestigio como Francisco Signes Castelló, Carlos Pellicer Andrés, Rafael Mullor Grau y José Rafael Pascual Vilaplana; y en el que se recibió por parte de la Federación de Sociedades Musicales de la Comunidad Valenciana la medalla de plata de la institución. Fueron otros repertorios importantes dentro de este año “Pedro y el lobo”, “Obertura 1812”, “Iuventus”, “Vasa”, “El fantasma de la Opera” o “La guerra de las galaxias”.
En el año 2002, junto a la Coral San Bartolomé de Nules se grabó un CD en el que se registraron diferentes fragmentos de zarzuela y un extracto de Carmina Burana.
Actualmente la Sociedad está formada por 65 músicos federados y cuenta con una banda juvenil compuesta por 35 músicos. La escuela de Música tiene matriculados a 60 alumnos/as que son preparados por 8 profesores en las distintas especialidades. La Sociedad tiene unos 270 socios.

## Presidentes desde su fundación
Desde su fundación muchos son los presidentes que han estado al frente de la sociedad destacar a D.Miguel Font y D. Pedro Gonzalvo LLop estando este último 18 años como presidente. Actualmente y desde enero de 2007 es la presidenta de la Sociedad D. Eva Aparicio Lara

## Estructura artística

### Escuela de Educandos
- Datos: Q11703962